# X++
X++ — проприетарный высокоуровневый язык программирования, используемый для разработки в ERP системе Axapta от Microsoft. X++ поддерживает парадигму объектно-ориентированного программирования и использует преимущества наследования, полиморфизма и других методов объектно-ориентированного программирования. Разработка для Axapta проходит непосредственно в ее клиенте или в IDE VisualStudio. X++ очень похож на C# и также позволяет включать SQL непосредственно в код.
Пример программы:
```
/// <summary>
/// This job is used as an X++ sample
/// </summary>
public static void xppTest1(Args _args)
{
   UserInfo userInfo;
   ;

   update_recordset userInfo
       setting enable = NoYes::No
       where userInfo.id != 'Admin'
           && userInfo.enable;
}
```